# Simon en Saartje Van In
Simon en Sarah Van In zijn personages uit de boeken van Pieter Aspe en de kinderen van speurder Pieter Van In en onderzoeksrechter Hannelore Martens.
Ze werden geboren in het boek "De Vierde Gestalte", na de gijzeling van Hannelore. De tweeling speelt een belangrijke rol in de verhalen, omdat ze vaak voor komische situaties zorgen en af en toe gebruikt worden om de spanning op te voeren. Zo worden ze in het boek "Dood Tij" gegijzeld en in "Tango" ontvoerd door de Russische maffia.